# Agony (jogo eletrônico de 2018)
Agony é um jogo eletrônico de survival horror desenvolvido pelo estúdio polonês Madmind Studio e publicado pela PlayWay em 2018 para Windows, PlayStation 4 e Xbox One e pela Forever Entertainment em 2019 para Nintendo Switch. Jogadores começam sua jornada como uma alma atormentada nas profundezas do Inferno sem memórias sobre o seu passado. A habilidade especial de controlar pessoas e possuir demônios de mentes mais fracas dá ao jogador as ferramentas para sobreviver nas condições extremas. O jogo recebeu críticas negativas em seu lançamento.

## Jogabilidade
Agony é jogado em uma perspectiva em primeira pessoa. O jogador controla um dos mártires condenados ao Inferno, Anrafel (ou Ninrode) com o objetivo de encontrar a Deusa Vermelha, uma das criadoras do Inferno, para tentar escapar e voltar à terra dos vivos. O jogador possui a capacidade única de possuir outros mártires e, mais tarde no jogo, demônios menores e maiores, garantindo acesso a novas habilidades. Usando mecânicas como se agachar e segurar sua respiração, o jogador pode evitar demônios. Além de se esconder, o jogador precisa resolver quebra-cabeças para acessar novas áreas. Há estátuas escondidas que o jogador pode coletar, bem como pinturas a serem descobertas.

## Desenvolvimento
Em novembro de 2016, os desenvolvedores de Agony iniciaram uma campanha de financiamento coletivo no Kickstarter para financiar a criação do jogo. A campanha ultrapassou seu objetivo e foi finalizada em dezembro de 2016. O jogo tinha seu lançamento originalmente planejado para 30 de março de 2018, mas foi adiado para 29 de maio de 2018.
O jogo originalmente recebeu uma classificação indicativa "Adults Only" da ESRB graças a seus níveis de violência, o que limitaria sua distribuição e divulgação. Isso levou a desenvolvedora a diminuir sua violência para receber uma classificação indicativa "Mature", planejando relegar o conteúdo excluído a uma atualização opcional para PC. No entanto, esses planos foram descartados graças a "problemas legais."
Em 6 de junho de 2018, a desenvolvedora afirmou que estava "falando com representantes da Steam" sobre publicar Agony Unrated, a versão sem censuras do jogo, como "um título separado produzido e publicado pela Madmind Studio e sem o envolvimento de qualquer publicadora." Para pessoas que já possuem o jogo, esta versão seria lançada como um conteúdo para download gratuito ou com um desconto de 99%, o máximo permitido na plataforma. Agony Unrated foi lançado na Steam em 31 de outubro de 2018, contendo diversas melhorias como gráficos atualizados, novas mecânicas e inimigos e novos finais.
Em 5 de setembro de 2018, a Madmind Studio anunciou uma parceria com a Forever Entertainment para publicar Agony para Nintendo Switch; a versão foi publicada em 31 de outubro de 2019. Em 6 de novembro de 2020, a Ignibit anunciou que publicaria uma versão do jogo em realidade virtual. Intitulada Agony VR, essa versão foi lançada em 5 de abril de 2023.

## Recepção
Agony foi recebido de forma "geralmente desfavorável" pela crítica especializada de acordo com o agregador de críticas Metacritic. Ben Croshaw da The Escapist se referiu ao jogo como "vísceras liquidificadas". Ele especialmente criticou suas mecânicas de furtividade inflexíveis e seu uso exagerado de sangue, dizendo que "os ambientes são ao mesmo tempo muito movimentados e extremamente entediantes; aumente as coisas ao máximo a todos os momentos, e será tão entediante quanto manter tudo sempre no mínimo." Ele mais tarde nomeou o jogo como o segundo pior jogo do ano.
Brzrk da Famitsu destacou a similaridade entre Agony e Alien: Isolation em suas mecânicas de furtividade; entretanto, ao contrário de Alien: Isolation, sua premissa e ponto de vista religioso pouco familiar tornam o mundo do jogo difícil de entender. Apesar de reclamar da jogabilidade frustrante do jogo e suas tarefas repetitivas, ele gostou do jogo em geral.
Até 29 de março de 2019, Agony e Agony Unrated haviam vendido mais de 160 mil cópias, sendo 100 mil para PC e 60 mil para consoles. Segundo os desenvolvedores, isso foi o suficiente para cobrir o desenvolvimento do jogo e garantir o financiamento de projetos futuros.

## Jogos derivados
Um jogo derivado intitulado Succubus foi anunciado pela Madmind Studio em dezembro de 2018. Sua premissa foca em controlar uma súcubo, Vydija, que recebeu de Ninrode o objetivo de obter a língua de Bafomé. Em julho de 2020, uma demo gratuita foi disponibilizada. O jogo completo foi lançado em 5 de outubro de 2021 para PC e em 29 de março de 2023 para PlayStation 4. Uma versão para Nintendo Switch foi anunciada e está sendo desenvolvida pela Console Labs.
Outro jogo derivado intitulado Agony: Lords of Hell foi anunciado em dezembro de 2021. O jogo se passará entre os eventos de Agony e Succubus e contará mais sobre o destino do protagonista do primeiro jogo e sobre Vydija, protagonista do segundo.